# Stadio Ismailia
Lo stadio Ismailia (in arabo: ملعب الاسماعيلية) è un impianto sportivo della città egiziana di Ismailia, della capienza di 18 525 spettatori.
Ospita le partite della squadra egiziana dell'Ismaily SC, che utilizza questa struttura per le proprie partite casalinghe. Inoltre ha ospitato diverse partite della Coppa d'Africa 2019, tra le quali un ottavo di finale.